# Nederlek
Nederlek est une ancienne commune néerlandaise, en province de Hollande-Méridionale.
Créée le 1er janvier 1985 par la fusion de Lekkerkerk et Krimpen aan de Lek, la commune est intégrée à celle de Krimpenerwaard le 1er janvier 2015.